# Kanton Cayenne-5 Sud

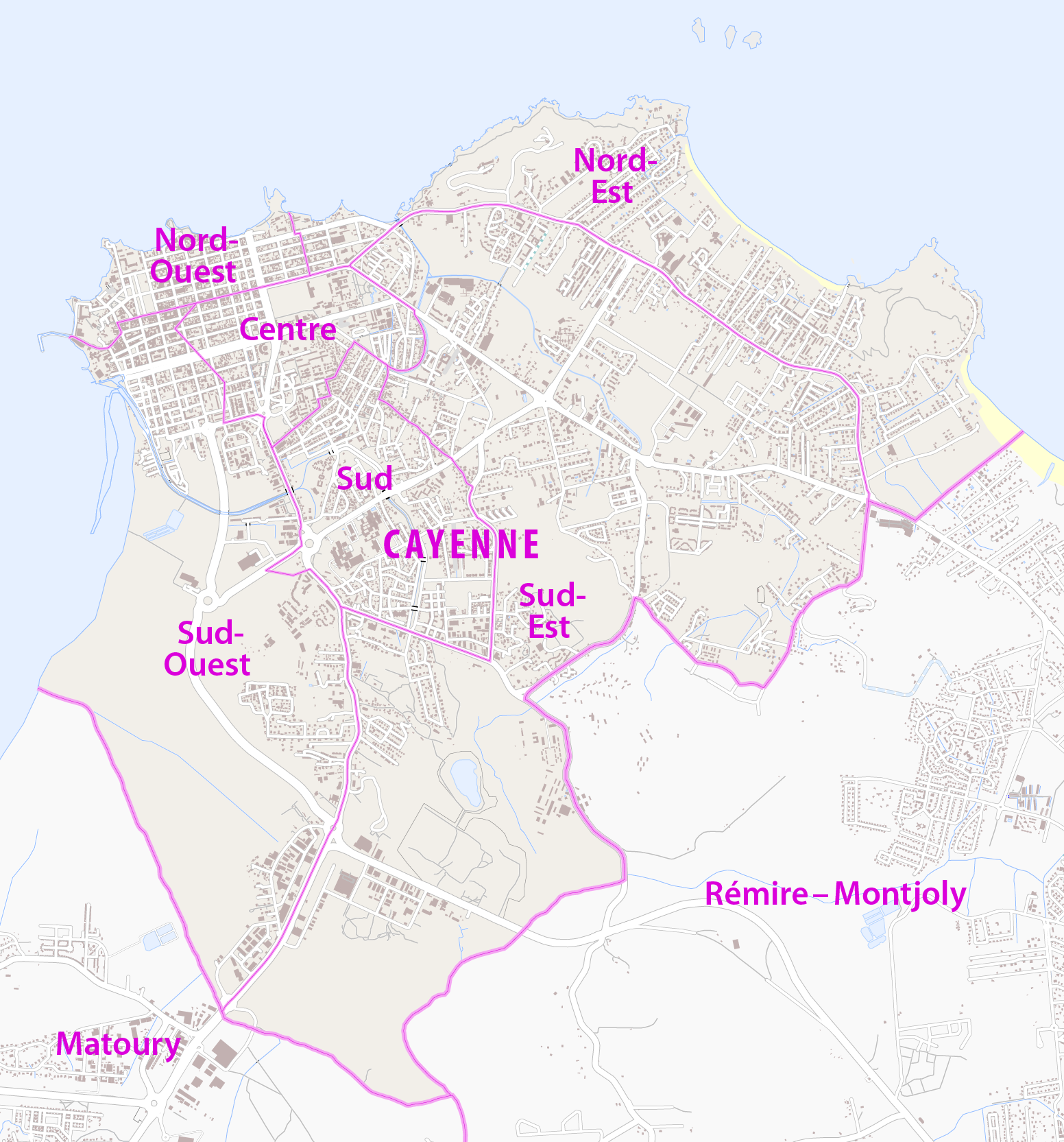
Cantons de Cayenne

Der Kanton Cayenne-5 Sud war ein französischer Wahlkreis im Arrondissement Cayenne in Französisch-Guayana.
Der Kanton bestand aus einem Teil der Gemeinde Cayenne und hatte 11.943 Einwohner (2007).
Im Kanton lagen folgende Stadtteile (quartiers):
- Bonhomme
- Galmot
- Anatole
- Thémire
- Eau-Lisette